# ایثار رقابتی
در مبحث نظریه بازی‌ها و تکامل، یکی از مکانیسم‌هایی که باعث استمرار در بروز رفتارهای مشارکتی می‌شود، به‌ویژه آن دسته از این رفتارها که بدون هیچ چشم‌داشتی انجام می‌شوند، رقابت در قالب ایثار است. این نوع از رفتار در دسته بزرگی از تعاملات اجتماعی همچون تعاملات بین حیوانات، دوستان، سیاستمداران و ... بروز پیدا می‌کند.
علت طرح شدن این نظریه را می‌توان این دانست که نظریه از خود گذشتگی متقابل، تنها می‌تواند آن دسته از رفتارهایی را که منجر به کسب سود در آینده می‌شوند توجیه کند؛ بنابراین در شرایطی که جبران یا تلافی در کار نباشد، این نظریه در توجیه ایثارناکام می‌ماند. شایان ذکر است که «ازخودگذشتگی» در اینجا به مفهومی فراتر از معنی لغوی خود اشاره دارد که این مفهوم در ادامه این مقاله برای خواننده روشن‌تر خواهد شد.

## ویژگی‌ها
به‌طور کلی ایثاررقابتی به اشکال و انواع مختلفی بروز می‌کند ولی می‌توان دو ویژگی کلی را برای اینکه یک مکانیسم شکلی از یک ایثاررقابتی باشد مطرح کرد که عبارتند از مشارکت، همکاری یا به عبارتی سود رساندن به سایر اشخاص، و انتخابگری یا به عبارتی تصمیم برای همکاری یا عدم همکاری با سایر اشخاص. ویژگی‌های نامبرده شده، در مثال‌های زیر شرح داده شده‌اند.

### مثال: نظافت در پرندگان
در توضیح ایثاررقابتی، یکی از مثال‌های خوب، نظافت در پرندگان است. برخی از پرندگان قادر نیستند که به تمامی قسمت‌های بدن خود - برای مثال گردن - دسترسی پیدا کنند و در نتیجه نیازمند سایر همنوعان خود هستند تا اعمالی مانند نظم‌دادن به پرها و رهانیدن آن‌ها از انگل‌ها را برایشان انجام دهند و بنابراین از نظافت کردن یکدیگر سود می‌برند. در ازای هر پرنده، تعداد زیادی پرنده وجود دارند که می‌توانند برای ایجاد یک رابطهٔ نظافت‌گری متقابل با یکدیگر رقابت کنند. در چنین محیطی، اگر یک پرنده به اصطلاح تقلب بکند، یعنی نظافت شود ولی کسی را نظافت نکند، به سرعت توسط سایر پرندگان شناسایی می‌شود و دیگر کسی او را نظافت نمی‌کند و بدین ترتیب از عرصهٔ رقابت حذف می‌شود. به‌عبارتی سازگاری او کاهش می‌یابد و از گروه پرندگان رانده می‌شود.
در تحقیقاتی که توسط آقای مک نمارا انجام شد، نظریه فوق به صورت کمی بررسی شد. بدین منظور برنامه‌ای رایانه‌ای نوشته شد تا تعاملات تکرارشونده بین اشخاص را شبیه‌سازی کند. این برنامه از تعدادی بازیکن تشکیل شده بود که از دو ویژگی - خصیصه مشارکت و خصیصه انتخابگری - برخوردار بودند که شدت و کیفیت آن‌ها به‌صورت ژنتیکی تعیین می‌شد. نتایجی که بدست آمدند به شرح زیر بودند:

بازیکن‌هایی که ترکیب‌های متناقضی را از کیفیت ویژگی‌ها داشته باشند، نتایج مناسبی بدست نمی‌آورند؛ چنانچه بازیکنی میزان زیادی از وقت خود را به مشارکت اختصاص دهد ولی در انتخاب‌های خود برای همکارهایش دقت کافی به خرج ندهد، سایر بازیکن‌ها از وی سوءاستفاده می‌کنند. در نقطه مقابل چنانچه یک بازیکن در انتخاب مشارکت‌های خود سخت‌گیری بیش از حد به خرج بدهد، اکثر وقت خود را صرف یافتن همکارهای بهتری می‌کند که در نهایت چون خود مشارکت پایینی دارد از سوی بازیکن مقصود خود نیز پذیرفته نمی‌شود. بدین ترتیب همبستگی که بین انتخابگری و مشارکت وجود دارد سبب گوناگونی بین گونه‌های همکاری کننده می‌شود که از جنبه‌های ضروری برای هر مکانیسمی است که در پی ترویج همکاری باشد.

شکل‌گیری یک چنین همکاری نیازمند تفاوت در سطوح شدت ویژگی‌های مشارکت و انتخابگری می‌باشد؛ محققان پیدایش این زمینه را در طبیعت ناشی از جهش‌های ژنتیکی و گوناگونی آن می‌دانند. مک نمارا و همکارانش همچنین به این نتیجه رسیدند که به دلیل زمان بر بودن پروسه انتخاب بازیکنان قابل پذیرش توسط یکدیگر، ایثاررقابتی به احتمال زیاد در بین گونه‌هایی از حیوانات پدیدار می‌شود که طول عمر بیشتری دارند.

### مثال: دوراهی زندانی
پدیده ایثاررقابتی را می‌توان در بازی دوراهی زندانی مورد بررسی قرار داد. یک بازیکن، چنانچه بداند که تن‌ها یکبار در بازی دوراهی زندانی شرکت خواهد کرد، مفیدترین حرکت او خیانت خواهد بود؛ ولی چنانچه در یک بازی تکرار شونده که بازیکنان بیش از یکبار با یکدیگر بازی می‌کنند شرکت داشته‌باشد، خیانت، احتمال جذب یک بازیکن دیگر که مناسب است را کاهش می‌دهد. بدین ترتیب با همکاری جایگزین می‌شود.
چنانچه شرایط بازی بدین شکل تغییر کند که سایر بازیکنان توانایی دیدن رفتار بازیکنان یک بازی را داشته باشند، میل به همکاری در بازیکنان حتی بیش از حالت قبل افزایش می‌یابد؛ زیرا منجر به شکل‌گیری نوعی اعتبار می‌شود. آموتز زاهاوی، در این رابطه عنوان کرده‌است که این نوع از اعتبار اجتماعی تعیین می‌کند که روابط بین افراد چگونه شکل بگیرد.

### مثال: روابط انسانی
ایثاررقابتی بارها در مطالعات مربوط به انسان‌ها ظاهر شده‌است.
برای مثال، انسان‌ها هنگامی که بدانند در مقابل دیدگان سایر افراد جامعه قرار دارند صفات پسندیده‌تری از خود بروز می‌دهند و اشخاصی که ایثارنشان می‌دهند، از شان اجتماعی بالاتری برخوردار می‌شوند و برای مواردی چون همکاری، رهبری کردن گروه‌ها و … گزینش می‌شوند. نتایج حاصل از تحقیقات در زمینه انتخاب جنسی نشان می‌دهد که مردان در حضور زنان (به خصوص زنان جذاب) ایثاربیشتری در رفتارهای خود بروز می‌دهند و مردانی که این ویژگی را داشته باشند ارجحیت بیشتری برای انتخاب شدن به عنوان شریک زندگی برای طولانی مدت را دارا می‌باشند.

## اصل نقص
با استفاده از نظریه ایثاررقابتی می‌توان توجیهی برای رفتارهای آسیب‌رسان به خود یافت. از منظر ایثاررقابتی، همکاری خصلتی است که موجب پدیدار شدن نوعی نشانه‌دهی (سیگنالینگ) می‌شود که در انتخاب جنسی مورد نیاز است. برای مثال دم طاووس را در نظر بگیرید؛ وجود دمی بزرگ و زیبا پرواز را برای او بسیار دشوار می‌کند و موجب صرف شدن انرژی بیشتری برای فعالیت‌هایش می‌شود که هرچقدر دم بزرگتر باشد این انرژی صرف شده نیز بیشتر است. بدین ترتیب وجود دم به طاووس آسیب و ضرر می‌رساند؛ بنابراین هرچه طاووسی دم بزرگتری داشته باشد و بتواند به فعالیت‌های خود به‌طور معمول ادامه دهد به نوعی برای طاووس‌های ماده قدرت خود را به نمایش گذاشته‌است. پس وجود چنین ویژگی‌هایی - در اینجا هم‌ارز «همکاری» - باید آنقدری هزینه‌بر باشد که تنها تعداد محدودی از جمعیت بتوانند از پس آن بربیایند تا ارزش خود را از دست ندهد.
آقای رابرتز در رابطه با ایثاربه عنوان یک عامل مؤثر سیگنالینگ، نظریه‌ای با نام «هدیه رایگان» ارائه کرده‌است. با در نظر گرفتن سناریو مربوطه، فرد دریافت‌کننده در نتیجه توجه به سیگنال (نشانه) سود دریافت می‌کند؛ بدین ترتیب انگیزه دارد که به سیگنال مربوطه توجه کند. مثال‌هایی از این رفتار در طبیعت نیز قابل مشاهده می‌باشد. برای مثال بعضی از پرندگان نر به ماده‌ها غذا می‌دهند که به این رفتار ابراز عشق از راه تغذیه می‌گویند. چنین رفتاری علاوه بر این که به ماده منفعت می‌رساند (که بدون صرف انرژی غذا بدست آورده‌است)، نشانگر توانمندی پرنده نر اهداکننده در تهیه غذا می‌باشد. بدین ترتیب صحت سیگنال از بین نمی‌رود (نشانگر صحیحی از توانمندی و سازگاری پرنده نر می‌باشد).
با این وجود، ارتباط بین ایثاررقابتی و سیگنالینگ منتقدانی نیز دارد. آقای رایت عنوان می‌کند که یک رفتار سیگنالینگ که در قالب ایثارباشد به مرور سبب ضعیف تر شدن افراد قوی‌تر و تواناتر شدن افراد ضعیف‌تر می‌شود و به نوعی یک جریانی از قدرت و سازگاری از فرد توانمندتر به سمت فرد کم‌توان‌تر ایجاد می‌شود و بدین ترتیب صحت سیگنال و نشانه مربوطه کاهش می‌یابد. در ادامه مطالب فوق، آقای رایت تصریح می‌کند که بدین ترتیب رفتاری که در قالب ایثاررخ دهد باید در برابر یک دوست، همکار یا جفت رخ دهد؛ و برای اینکه صحت نظریه از بین نرود، سود ناشی از پراکنده شدن سیگنال رفتاری که در قالب از خودگذشتگی است، باید سازگاری فرد را به میزان بیشتری از سود (افزایش سازگاری) ناشی از سرمایه‌گذاری برای یک شریک، افزایش دهد.